# Импулсивност
Импулсивност је особина личности, која се испољава као неспособност рационалне контроле властитих снажних импулса, жеља и потреба за агресијом, сексом, осветом, љубомором или аутодеструкцијом.